# Hollókő
Hollókő je malá vesnice v severním Maďarsku, asi 90 kilometrů severovýchodně od Budapešti. Nachází se v župě Nógrád v pohoří Cserhát a žije zde 329 obyvatel. Od roku 1987 je její historická část společně se zdejším hradem a okolím zapsána na seznamu světového dědictví UNESCO. Historická část čítá přibližně 55 domů a pochází až z počátku 20. století, kdy byla vystavěna po velkém požáru, který zasáhl většinu obce. Urbanismus a architektura vsi vycházejí z tradic místního maďarského etnika Palóců a mají své kořeny až v 13. století. Ve vsi se udržuje řada lidových zvyků a tradic.

## Fotogalerie

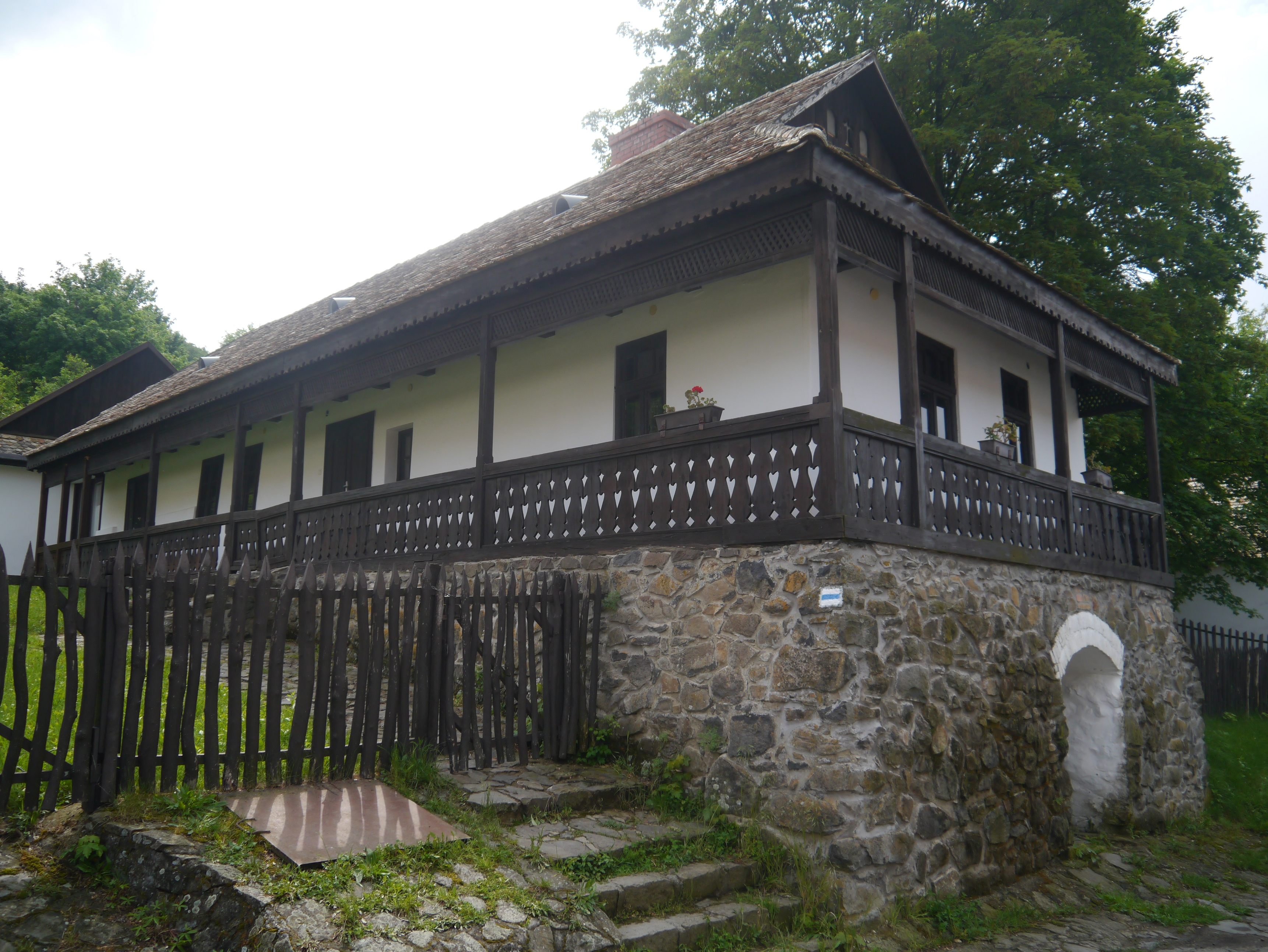
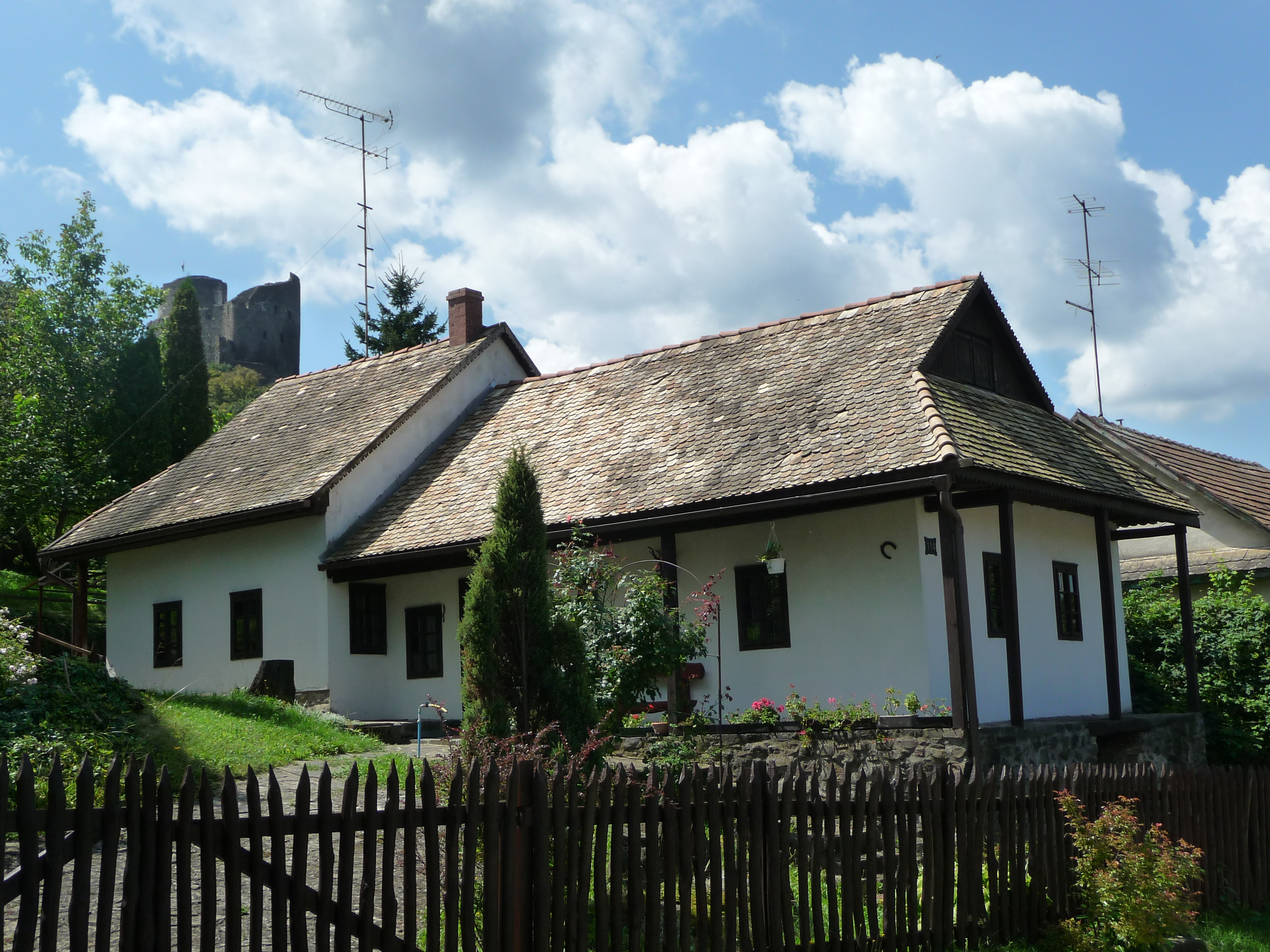
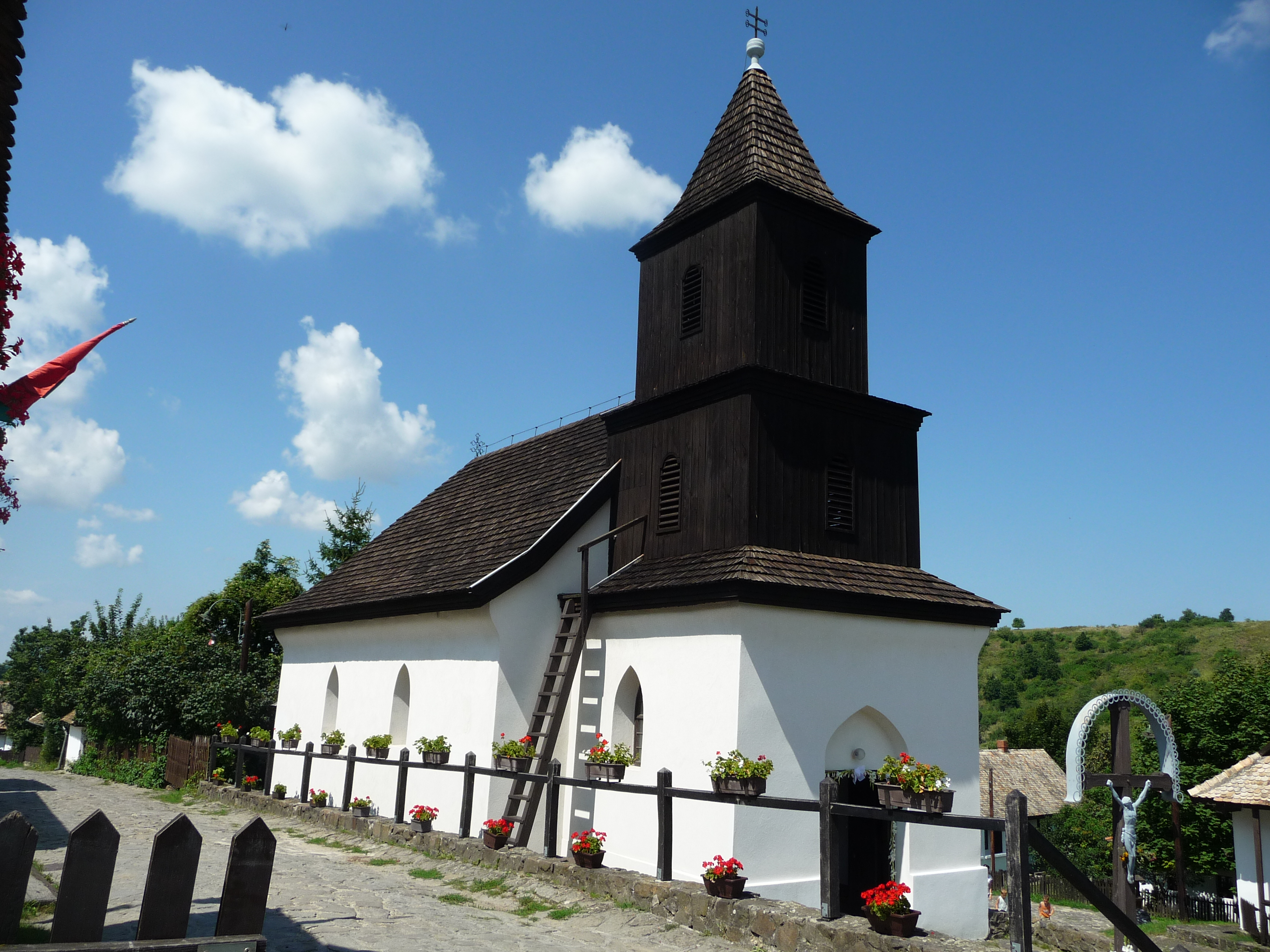